# Bönnemann-Synthese
Die Bönnenmann-Synthese oder Bönnemann-Cyclisierung ist ein Verfahren zur Herstellung von Pyridin und Pyridin-Derivaten. Dabei kommt es zur Trimerisierung eines Nitrils mit zwei Äquivalenten eines Alkins. Cobalt-Komplexe dienen dabei als Katalysator.
Die Reaktion ist nach dem deutschen Chemiker Helmut Bönnemann (1939–2017) benannt.

## Synthese von Pyridin
Werden bei der Bönnemann-Synthese ein Nitril und zwei Acetylene trimerisiert, kommt es zur Bildung von Pyridin 1:
Die Pyridinsynthese ähnelt der von Walter Reppe entdeckten Trimerisierung von Acetylen unter Bildung von Benzol 2:

## Synthese von Pyridinderivaten
Setzt man bei der Bönnemann-Synthese als Edukte substituierte Alkine oder Nitrile ein, können unterschiedliche Pyridinderivate hergestellt werden. Die folgenden beiden Darstellungen zeigen Beispiele für die Synthese von Pyridinderivaten:
In diesem Beispiel wird ein Pyridinderivat 3 mit Etherfunktionen als Produkt erhalten. 3 spielte schon in den 1980er-Jahren eine wichtige Rolle in der Pharmasynthese.
In einem weiteren Beispiel wird das mehrkernige Pyridinderivat 2,2'-Bipyridin 4 erhalten:
Die Synthese von 2,2'-Bipyridin war in den 1980er-Jahren von industriellem Interesse, da 4 für im großen Maßstab produzierte Herbizide benötigt wurde.